# سكوت كاي
سكوت كاي (بالإنجليزية: Scott Kay)‏ (18 سبتمبر 1989 في المملكة المتحدة - ) هو لاعب كرة قدم بريطاني في مركز الوسط. لعب مع ماكليسفيلد تاون ومانشستر سيتي ونادي ساوثبورت وهدرسفيلد تاون ونادي اتحاد مانشستر وMossley A.F.C. ‏.

## وصلات خارجية
- سكوت كاي على موقع قاعدة بيانات كرة القدم.إي يو (الإنجليزية)
- سكوت كاي على موقع Soccerbase.com (لاعب) (الإنجليزية)